# Korallenoolith
Als Korallenoolith wird in der Lithostratigraphie Nordwestdeutschlands eine Gesteinsformation aus dem oberen Jura (Malm) bezeichnet, die vor ca. 155 bis 152 Mio. Jahren abgelagert wurde. Nach den stratigraphischen Tabellen 2002 und 2012 wird der Korallenoolith in das obere Oxford eingeordnet. 
Der Korallenoolith umfasst mehrere Schichtstufen aus Sedimentgesteinen, darunter die charakteristischen Kalkoolithe und oolithisches Eisenerz. Die Sedimentation erfolgte in einem flachen Meer, in dem auf Grund der geringen Wassertiefe genügend Licht für das Wachstum von Korallen möglich war. Ein warmes Klima und leichte Wellenbewegungen ermöglichten im oberen Jura die Ausfällung von Calcit, bei entsprechender Übersättigung des Meerwassers. Kleine Partikel (z. B. Quarzkörner oder Schalenbruchstücke) dienen als Mineralisationskeime, um die sich Calcit anlagert. Durch die Wellenbewegung entstanden konzentrische aus Calcit bestehende Lagen um die Kristallisationskeime. Diese kleinen kugeligen Mineralkörner werden als Ooide bezeichnet; sie werden maximal 2 mm groß. Das Ablagerungsmilieu für Ooide sind strandnahe Meeresbereiche, Untiefen oder Strömungskanäle. Ein hauptsächlich aus Ooiden bestehendes Gestein wird als Oolith bezeichnet.
Der Korallenoolith wird unterhalb durch die Heersumer Schichten, oberhalb durch die Süntel-Formation begrenzt. Er wird grob unterteilt in den Unteren Korallenoolith und den Oberen Korallenoolith. Der Ablagerungszeitraum des Unteren Korallenooliths sowie der Heersumer Schichten fällt in das Oxford der internationalen Stufengliederung. Der obere Korallenoolith liegt zeitlich gesehen (chronostratigraphisch) schon im Kimmeridge.
Der Hohenstein im Süntel besteht aus dem grauen Kalkstein des Korallenoolith. In zahlreichen Steinbrüchen Nordwestdeutschlands (z. B. am Langenberg im nördlichen Harzvorland) werden aus den Kalkstein-Schichten des Korallenooliths Baukalk sowie Gesteinskörnungen für den Straßenbau gewonnen. Oolithisches Eisenerz wird beispielsweise im Wesergebirge abgebaut, wo es in einer Mächtigkeit von bis zu 25 Metern auftritt.